# Fusisporium foeni
Fusisporium foeni är en svampart som beskrevs av Link 1809. Fusisporium foeni ingår i släktet Fusisporium och familjen Nectriaceae.   Inga underarter finns listade i Catalogue of Life.